# 樂天桃猿新人選秀首輪指名
樂天桃猿新人選秀首輪指名為中華職棒於1991年8月份開始辦理新人選秀會以來，La New熊、Lamigo桃猿或樂天桃猿球團於第一輪被挑中的球員。不包括外籍球員選秀、旅日球員返國選秀、代訓選手選秀以及特別選秀。

## 歷次第一輪球員
以下為歷屆新人選秀會被La New熊、Lamigo桃猿或樂天桃猿第一輪挑中球員名單。

### 標示
|        | 獲得新人王             |
|        | 生涯不曾在職棒一軍出賽 |
| 粗體字 | 現役球員               |

### 名單
| 選秀會日期     | 球員姓名 | 順位     | 守備位置 | 原屬球隊             | 職棒初登板                   | 簽約金      | 備註              |
| -------------- | -------- | -------- | -------- | -------------------- | ---------------------------- | ----------- | ----------------- |
| 2004年1月14日  | 石志偉   | 第一順位 | 三壘手   | 合作金庫棒球隊       | 2004年3月4日代表La New熊     | 250萬新台幣 |                   |
| 2004年12月12日 | 許志華   | 第一順位 | 投手     | 合作金庫棒球隊       | 2005年3月19日代表La New熊    | 250萬新台幣 |                   |
| 2005年12月26日 | 陳金鋒   | 第一順位 | 外野手   | 自由球員             | 2006年3月21日代表La New熊    | 無          |                   |
| 2006年12月5日  | 林哲維   | 第四順位 | 投手     | 台中體中棒球隊       | 未登板                       | 不詳        | [ 註 1 ] [ 註 2 ] |
| 2007年12月27日 | 許銘倢   | 第五順位 | 投手     | 合作金庫棒球隊       | 2009年5月15日代表La New熊    | 不詳        |                   |
| 2008年12月31日 | 耿伯軒   | 第三順位 | 投手     | 自由球員             | 2009年4月2日代表La New熊     | 無          |                   |
| 2009年12月30日 | 李居冠   | 第三順位 | 投手     | 台灣電力棒球隊       | 2011年4月12日代表Lamigo桃猿  | 250萬新台幣 |                   |
| 2010年12月21日 | 郭嚴文   | 第二順位 | 二壘手   | 國家儲訓棒球隊       | 2011年4月2日代表Lamigo桃猿   | 無          |                   |
| 2011年12月28日 | 林旺億   | 第三順位 | 投手     | 國訓中心棒球隊       | 2012年4月11日代表Lamigo桃猿  | 無          |                   |
| 2012年12月28日 | 曾琮萱   | 第四順位 | 投手     | 合作金庫棒球隊       | 2013年3月23日代表Lamigo桃猿  | 360萬新台幣 |                   |
| 2013年6月24日  | 梁家榮   | 第一順位 | 三壘手   | 高苑工商青棒隊       | 2013年10月15日代表Lamigo桃猿 | 300萬新台幣 | 首次季中選秀      |
| 2013年11月28日 | 陳禹勳   | 第二順位 | 投手     | 合作金庫棒球隊       | 2014年3月23日代表Lamigo桃猿  | 450萬新台幣 |                   |
| 2014年6月23日  | 陳俊秀   | 無順位   | 一壘手   | 台東綺麗珊瑚成棒隊   | 2014年7月30日代表Lamigo桃猿  | 無          | [ 註 3 ]          |
| 2015年6月29日  | 王柏融   | 第四順位 | 外野手   | 中國文化大學棒球隊   | 2015年9月2日代表Lamigo桃猿   | 500萬新台幣 |                   |
| 2016年6月27日  | 張閔勛   | 第四順位 | 捕手     | 台東綺麗珊瑚成棒隊   | 2016年7月14日代表Lamigo桃猿  | 460萬新台幣 |                   |
| 2017年7月3日   | 廖健富   | 第一順位 | 捕手     | 高苑工商青棒隊       | 2017年9月24日代表Lamigo桃猿  | 555萬新台幣 |                   |
| 2018年7月2日   | 翁瑋均   | 第四順位 | 投手     | 台中市台灣人壽成棒隊 | 2019年3月31日代表Lamigo桃猿  | 480萬新台幣 |                   |
| 2019年7月1日   | 蘇俊璋   | 第五順位 | 投手     | 中國文化大學棒球隊   | 2019年9月12日代表Lamigo桃猿  | 480萬新台幣 |                   |
| 2020年7月20日  | 馬傑森   | 第五順位 | 游擊手   | 普門高中青棒隊       | 2020年10月17日代表樂天桃猿   | 480萬新台幣 |                   |
| 2021年7月12日  | 陳冠宇   | 第二順位 | 投手     | 日本職棒千葉羅德海洋 | 2021年8月24日代表樂天桃猿    | 無          |                   |
| 2022年7月11日  | 宋嘉翔   | 第四順位 | 捕手     | 穀保家商青棒隊       | 2023年4月1日代表樂天桃猿     | 520萬新台幣 |                   |
| 2023年7月12日  | 邱鑫     | 第五順位 | 外野手   | 穀保家商青棒隊       |                              | 500萬新台幣 |                   |
| 2024年6月28日  | 張趙紘   | 第五順位 | 內野手   | 平鎮高中青棒隊       | 2025年4月24日代表樂天桃猿    | 510萬新台幣 |                   |
| 2025年6月30日  | 鍾亦恩   | 第四順位 | 投手     | 西苑高中青棒隊       |                              |             |                   |

## 註解
1. ↑  該年熊隊選秀權為第六順位，因第三順位的誠泰隊及第五順位的統一獅放棄首輪選秀權，故熊隊為第四順位
2. ↑  由於無表現空間，未曾在職棒登板過，2007年球季結束遭球團釋出
3. ↑  在第一輪選秀同時被四隊指名，抽籤結果由Lamigo桃猿隊中選